# فورستر هاروی
فورستر هاروی (انگلیسی: Forrester Harvey؛ ۲۷ ژوئن ۱۸۸۴ – ۱۴ دسامبر ۱۹۴۵) هنرپیشه اهل ایرلند بود.
از فیلم‌هایی که وی در آن نقش داشته است، می‌توان به تارزان و معشوقه‌اش، ربه‌کا، رینگ، ساده‌لوح در آکسفورد، کاپیتان بلاد، آرزوهای بزرگ، تارزان مرد گوریلی، مرد گرگ‌نما و مرد نامرئی اشاره کرد.